# Катафалк

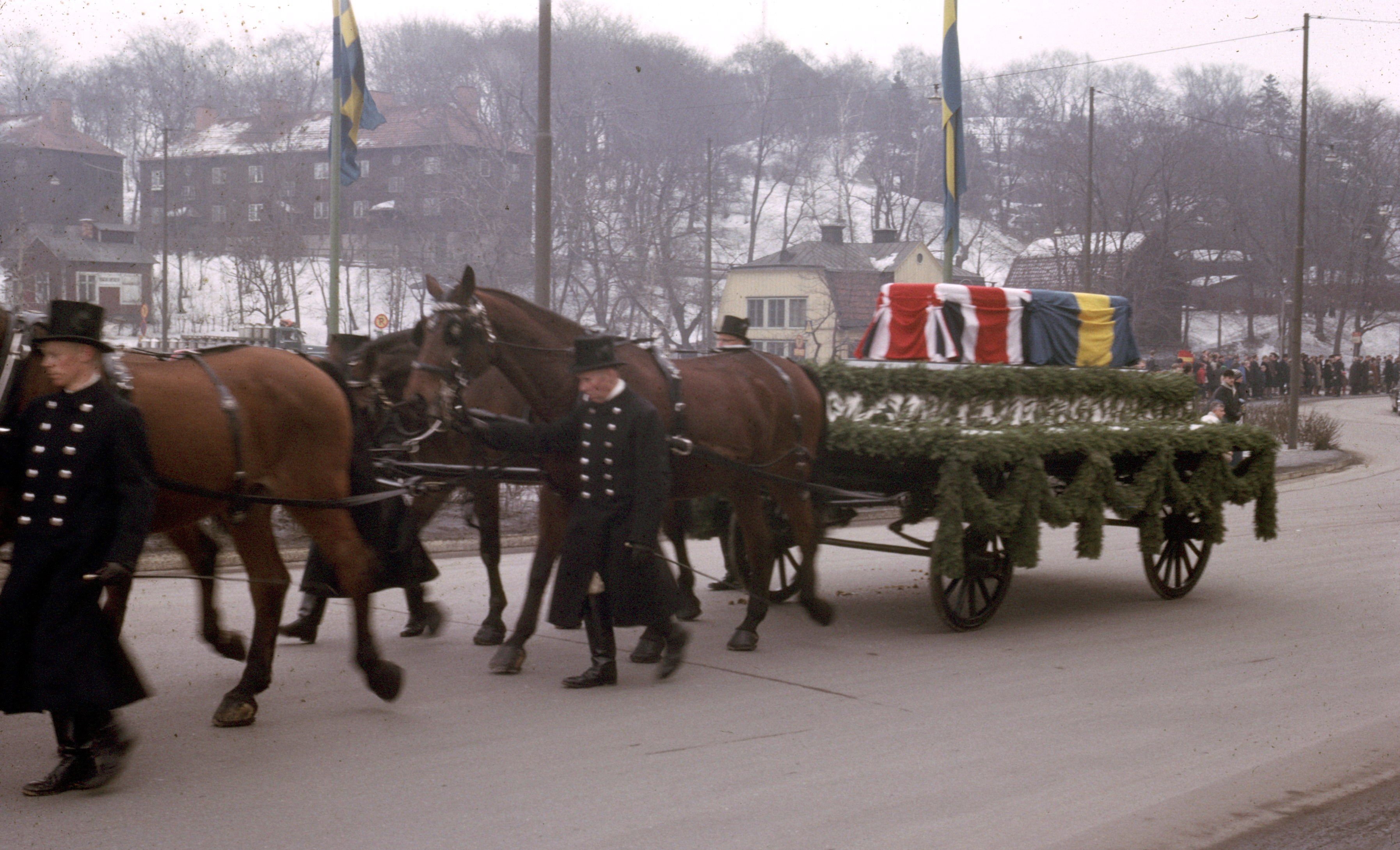
Катафалк-повозка. Швеция, 1965 год

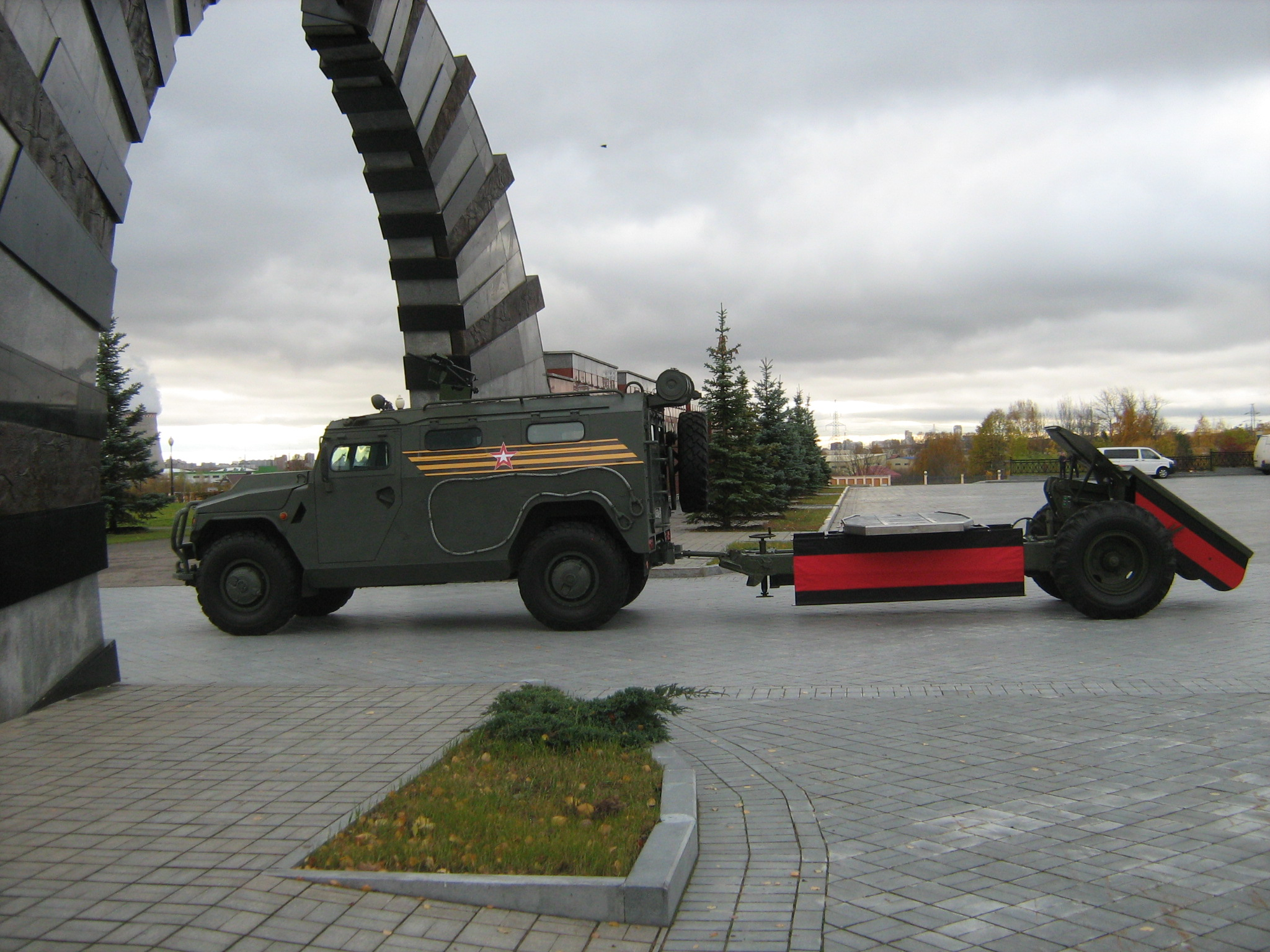
Катафалк Федерального военного мемориального кладбища

Катафа́лк (фр. catafalque) — транспортное средство, предназначенное для перевозки гроба с телом, родственников и близких умершего на кладбище, к зданию траурных гражданских обрядов или в крематорий и возвращения участников с похорон.
Раньше в качестве передвижных катафалков использовали конные повозки.
Существуют также и велокатафалки.

## Автокатафалк
Катафалк — специализированный автомобиль для церемонии похорон, предназначенный для транспортировки гроба с телом умершего и близких родственников к месту захоронения.
В мире чаще всего используют легковые автомобили с кузовом типа «универсал».
Для перевозки тела с места происшествия в морг в России используется специальный санитарный автомобиль для перевозки трупов. Он также может выступать в качестве катафалка.

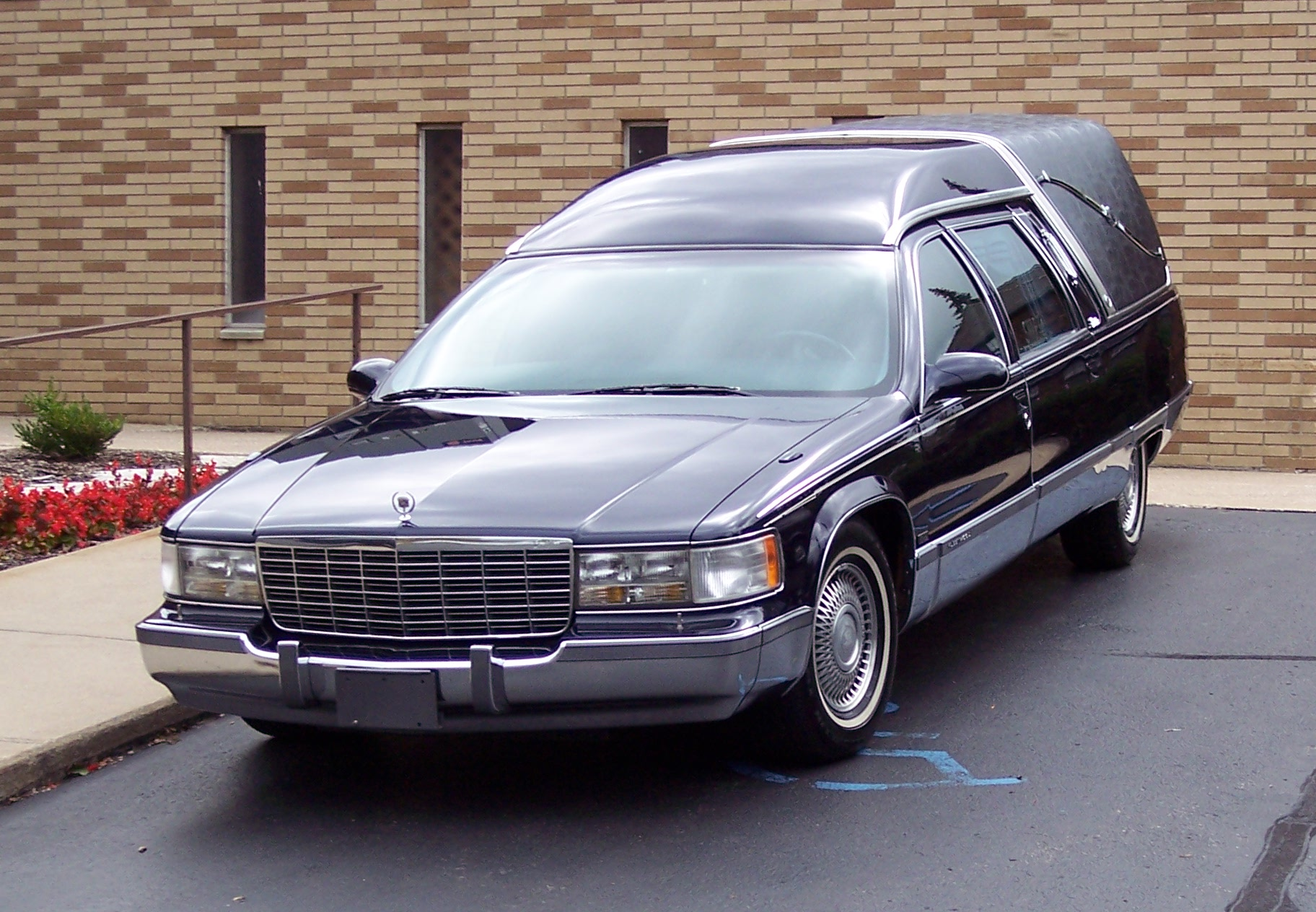
Автокатафалк на базе Cadillac Fleetwood
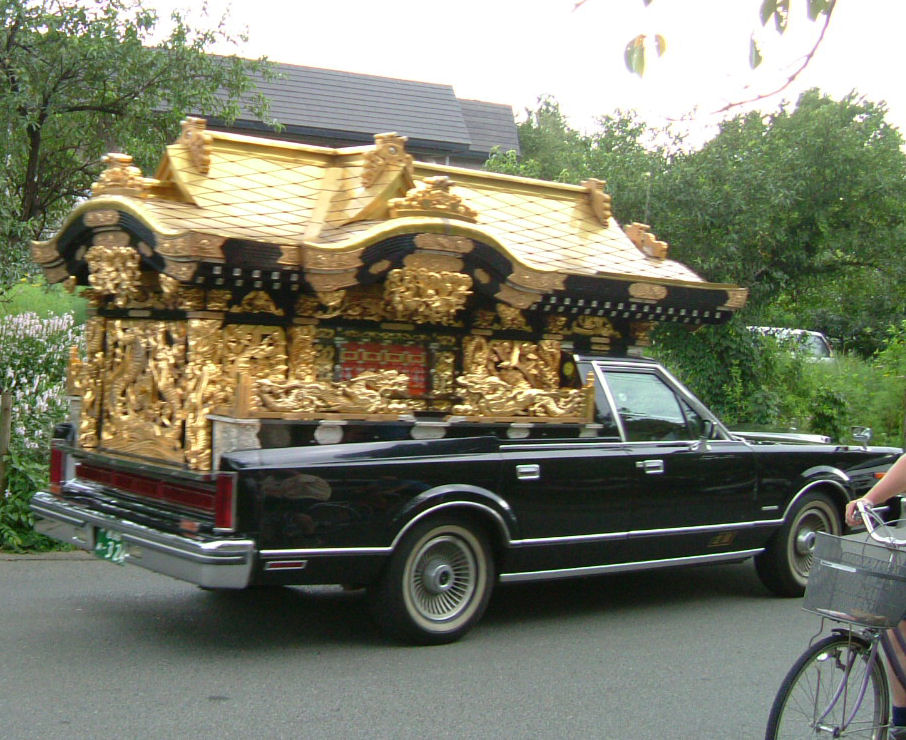
Автокатафалк на базе Lincoln Town Car в городе Мориока, Япония.
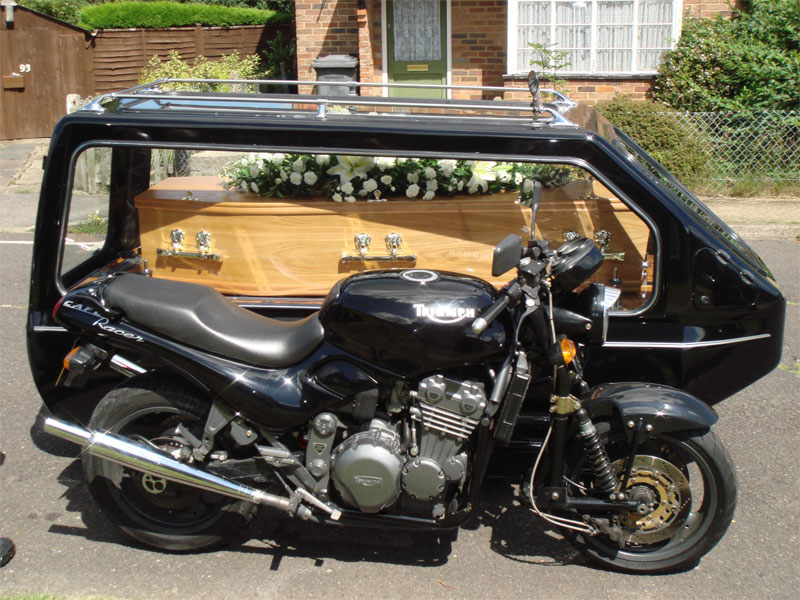
Катафалк в виде бокового прицепа для мотоцикла
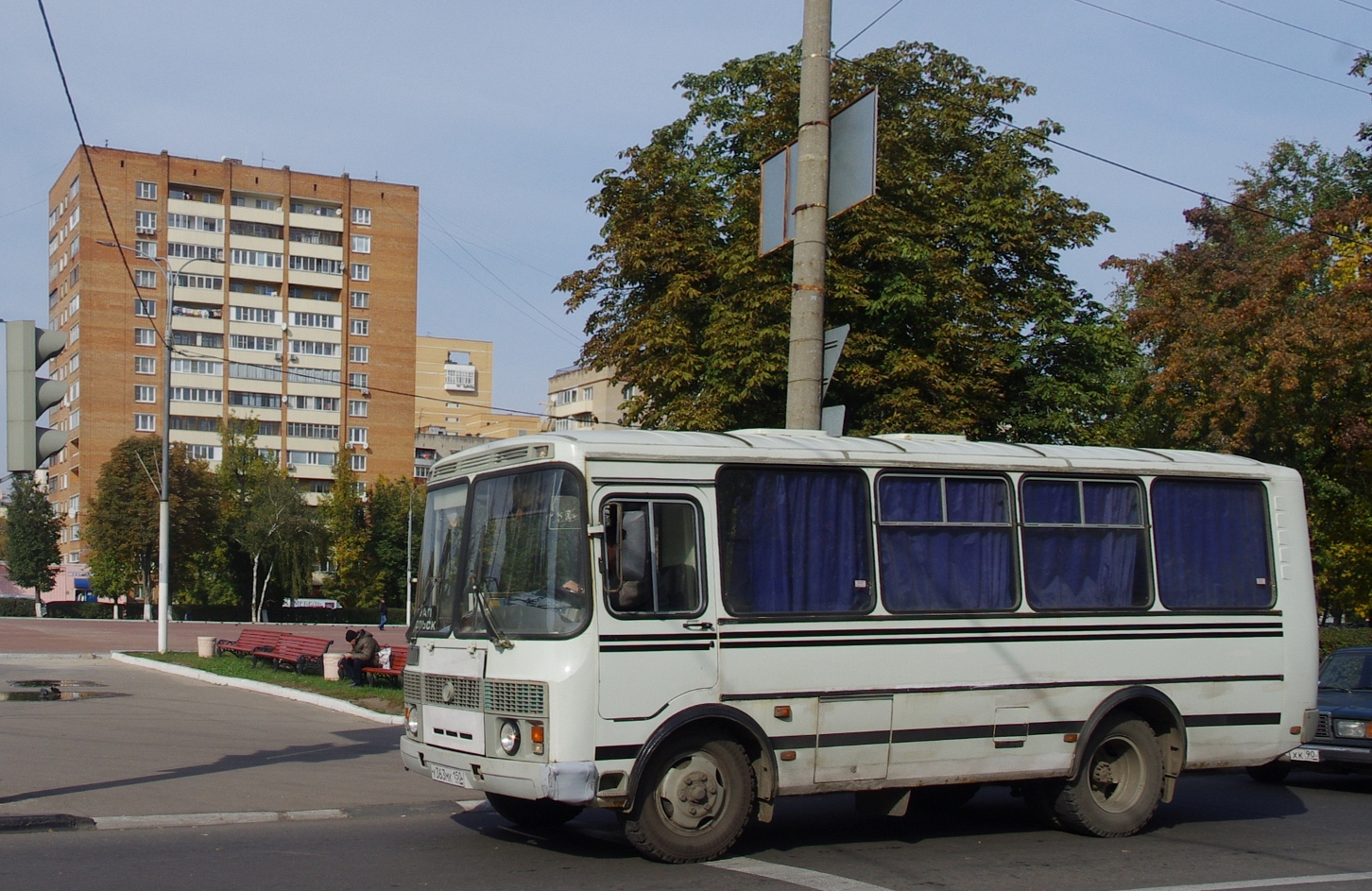
Автокатафалк в Подольске, Россия, на базе ПАЗ-3205
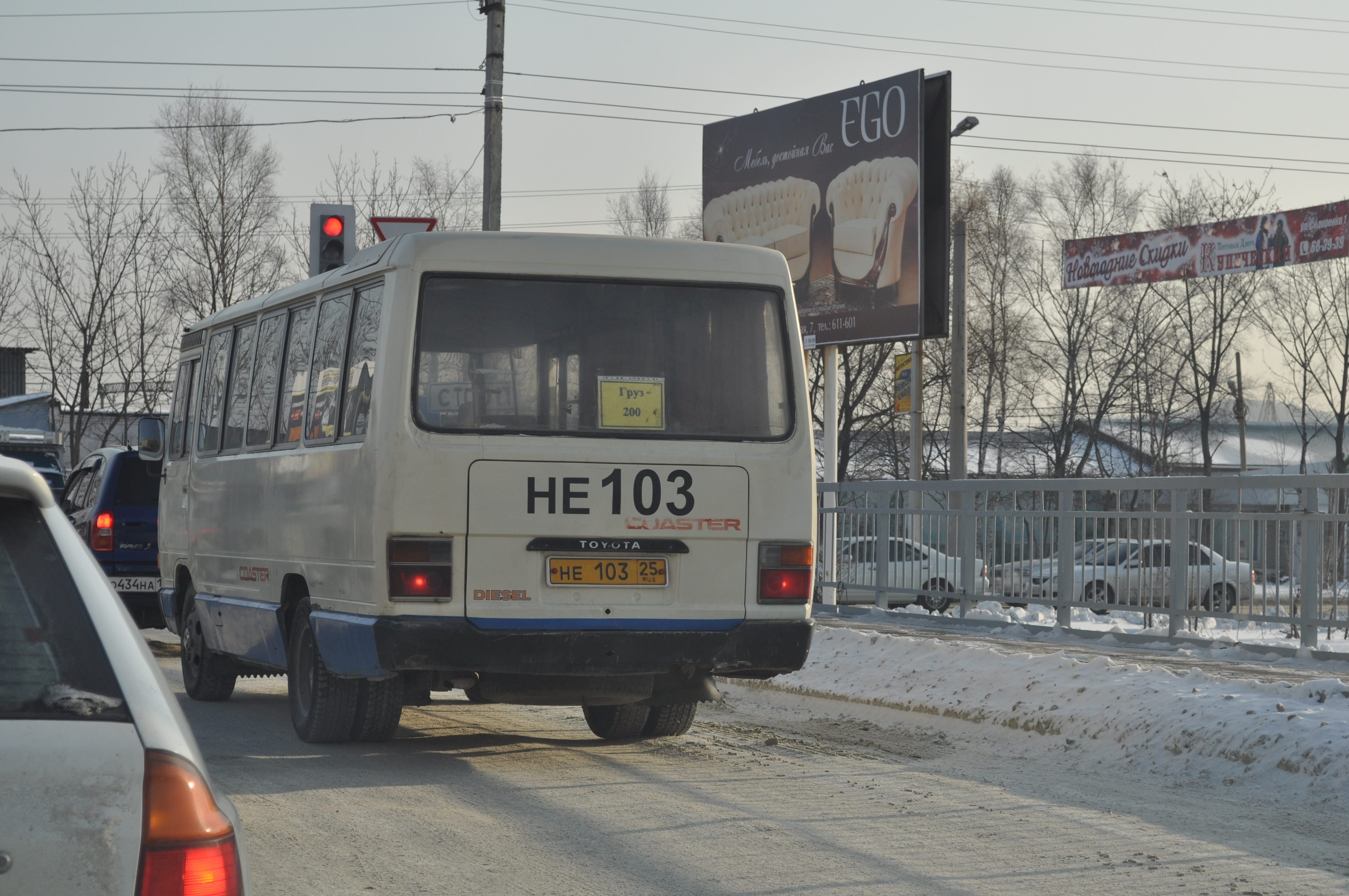
Автокатафалк в России на базе Toyota Coaster